# Волтер Пейдж
Волтер Сильвестр Пейдж (9 лютого 1900 — 20 грудня 1957), на прізвисько «Гесс», був афро-американським джазовим бас-гітаристом і лідером джаз-оркестру Оклахома-Сіті (The Oklahoma City Blue Devils jazz orchestra) у 1925–1931. Народився в Галлатіні, штат Міссурі, і розпочав кар'єру з Бенні Мотеном, граючи в його оркестрі у 1918–1923 рр.
З 1925 року Пейдж очолив свій власний гурт, «Blue Devils», яка була продовженням «Оклахома-Сіті Blue Devils». У 1936 році Пейдж був членом гурту Jones-Smith Incorporated, що складався з Карла Сміта, Джо Джонса, Лестера Янга і Бейсі, незабаром після цього приєднався до оркестру Каунта Бейсі. Він був ключовою фігурою в розвитку бас-ходьби в джазі.